# Strings of Steel
Strings of Steel è un album raccolta di Michael Hedges, pubblicato dalla Windham Hill Records nel 1988.

## Tracce
Testi e musiche di Michael Hedges
Lato A
1. Ricover's Dream – 5:00 – Tratto dall'album Aerial Boundaries (1984)
2. Ready or Not (Live) – 3:52 – Tratto dall'album live Live on the Double Planet (1987)
3. Unexpected Visitor – 2:46 – Tratto dall'album Breakfast in the Field (1981)
4. Ragamuffin – 3:15 – Tratto dall'album Aerial Boundaries (1984)
5. Silent Anticipations – 3:01 – Tratto dall'album Breakfast in the Field (1981)

Lato B
1. Aerial Boundaries – 4:45 – Tratto dall'album Aerial Boundaries (1984)
2. The Happy Couple – 3:20 – Tratto dall'album Breakfast in the Field (1981)
3. The Streamlined Man – 3:43 – Tratto dall'album Watching My Life Go By (1985)
4. Rikki's Shuffle (Live) – 3:09 – Tratto dall'album live Live on the Double Planet (1987)
5. Because It's There (Live) – 3:13 – Tratto dall'album live Live on the Double Planet (1987)

Edizione CD del 1993, pubblicato dalla Windham Hill Records (WD-1136)
1. Pinball Wizard – 2:49 (Pete Townshend) – Brano inedito
2. The Unexpected Visitor – 2:43 (Michael Hedges) – da Breakfast in the Field (1981)
3. Ricover's Dream – 4:51 (Michael Hedges) – da Aerial Boundaries (1984)
4. All Along the Watchtower – 2:59 (Bob Dylan) – da Live on the Double Planet (1987)
5. Scenes (On the Road to Shrub 2) – 4:24 (Michael Hedges) – da Taproot (1990)
6. Ragamuffin – 3:15 (Michael Hedges) – da Aerial Boundaries (1984)
7. She Drives Me Crazy – 3:38 (Fine Young Cannibals) – Brano inedito
8. Silent Anticipations – 3:03 (Michael Hedges) – da Live on the Double Planet (1987)
9. The Streamlined Man – 3:47 (Michael Hedges) – da Watching My Life Go By (1985)
10. Aerial Boundaries – 4:42 (Michael Hedges) – da Aerial Boundaries (1984)
11. Come Together – 4:53 (John Lennon, Paul McCartney) – da Live on the Double Planet (1987)
12. The Funky Avocado – 3:03 (Michael Hedges) – da Live on the Double Planet (1987)
13. Because It's There – 3:11 (Michael Hedges) – da Live on the Double Planet (1987)
14. Ritual Dance – 2:19 (Michael Hedges) – da Taproot (1990)
15. Gimme Shelter – 3:59 (Mick Jagger, Keith Richards) – Brano inedito
16. Breakfast in the Field – 2:15 (Michael Hedges) – da Live on the Double Planet (1987)

## Musicisti
- Michael Hedges - chitarra
- Michael Hedges - produttore (brani: A1, A2, A4, A5, B1, B4 e B5)
- Michael Hedges - voce (brani: A1 e B3)
- Bobby McFerrin - voce (solo nel brano: B3)
- Michael Manring - basso (fretless, solo nel brano: B4)
- Steven Miller - produttore (brani: A1, A4 e B1)
- William Ackerman - produttore (brani: A1, A3, A4, B1 e B2)
- Elliot Mazer - produttore (brano: B3)